# مرکاتینو کونکا
مرکاتینو کونکا (به ایتالیایی: Mercatino Conca) یک کومونه در ایتالیا است که در استان پزارو و اوربینو واقع شده‌است.

## خصوصیات
مرکاتینو کونکا ۱۴٫۵ کیلومترمربع مساحت و ۱٬۰۹۷ نفر جمعیت دارد و ۲۷۵ متر بالاتر از سطح دریا واقع شده‌است.